# Luis de Uhagón
Luis de Uhagón (* 6. September 1884 in Madrid; † 13. März 1934) war ein spanischer Tennisspieler.

## Leben
Luis de Uhagón war der Sohn von Francisco Rafael de Uhagón, einem Juristen, Historiker, Politiker und Direktor der Real Academia de la Historia sowie von Julia María de la Soledad Barrio y Giménez. Sein Vater erhielt 1902 den Adelstitel Marquesado de Laurencín, den er nach seinem Tod 1928 an seinen Sohn Luis weitergab, den dieser wiederum nach seinem Tod sechs Jahre später an seinen Sohn weitergab. Viele seiner Familienangehörigen waren Senatoren oder Abgeordnete des Königreichs. Er selbst war zeitweise Butler von Alfons XIII. Er war außerdem Träger des Orden unserer lieben Frau von Vila Viçosa.
Als einer der ersten Spanier spielte er Tennis und war in den frühen 1910er Jahren einer der besten seines Landes. Bei den spanischen Meisterschaften stand er bei den ersten drei Ausgaben überhaupt ab 1910 immer im Finale und gewann die ersten beiden Ausgaben. 1912 unterlag er José María Alonso. Bis 1918 nahm er regelmäßig teil, kam aber nicht mehr in die späteren Runden. International trat der Spanier nicht in Erscheinung. Eine lange Erkrankung zwang ihn seine Tennislaufbahn zu beenden.
Sein Spielstil war im internationalen Vergleich altmodisch. So verfügte er zwar über eine solide Vorhand, seine Rückhand spielte er allerdings mit derselben Seite des Schlägers wie die Vorhand, was sehr ungewöhnlich war. In den späteren Jahren verbesserte er seine Technik. Wenn er schlecht spielte, ließ de Uhagón seinem Ärger freien Lauf und trat etwa gegen Blumentöpfe, die den Hof schmückten, obwohl hohe Adelige anwesend waren – ein Verhalten was zu der damaligen Zeit, als Tennis als der „saubere“ Sport angesehen wurde, äußerst verpönt war. Sein Verhalte außerhalb des Platzes wurde hingegen als sehr positiv beschrieben.
De Uhagón war Mitbegründer des spanischen Tennisverbands.